# Verdienstorden des Freistaats Thüringen

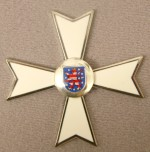

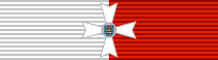
Bandschnalle

Der Verdienstorden des Freistaats Thüringen ist der höchste Verdienstorden, den der Freistaat Thüringen vergibt. Er wurde am 19. September 2000 durch das Thüringer Verdienstordensgesetz (ThürVOG) geschaffen und am 22. November 2000 erstmals vergeben. Die Verleihung erfolgt durch den thüringischen Ministerpräsidenten „als Zeichen der Würdigung hervorragender Verdienste um den Freistaat und seine Bevölkerung“. Vorschlagsberechtigt sind der Landtagspräsident und die Mitglieder der Landesregierung. Mit Anregungen zur Ordensverleihung kann sich aber jedermann an die Vorschlagsberechtigten wenden. Die Zahl der lebenden Ordensinhaber ist auf 300 Personen begrenzt. Erweist sich ein Ordensträger durch sein Verhalten der Ehrung unwürdig oder wird ein solches Verhalten nachträglich bekannt, kann der Ministerpräsident die Verleihung widerrufen.
Der Orden hat die Form eines Malteserkreuzes. Seine Arme sind auf beiden Seiten weiß emailliert und mit einem schmalen silbernen Emaillerand versehen. Das runde Mittelschild zeigt auf weiß emailliertem Grund das Thüringer Landeswappen. Der Verdienstorden wird als Steckkreuz auf der linken unteren Brustseite getragen.